# Камвендо, Джозеф
Джозеф Камвендо (англ. Joseph Kamwendo; 23 октября 1986 года, Блантайр, Малави) — малавийский футболист, полузащитник, тренер Футбольной академии Уолтера Ньямиланду.

## Карьера
Играть в футбол начал на родине. В 2004 году перешёл в зимбабвийский «КАПС Юнайтед», в составе которого стал первым иностранцем, получившим награду футболиста года в Зимбабве. В 2005 году присоединился к датскому «Норшелланну», за который провёл один сезон. После краткосрочного возвращения в свой первый клуб в 2007 году перешёл в южноафриканский клуб «Орландо Пайретс», также на правах аренды выступал за кейптаунский «Васко да Гама». В ноябре 2013 года, после второго возвращения в Малави и игры за мозамбикский «Лига Мусульмана», подписал пятилетний контракт с конголезским клубом «ТП Мазембе». В Конго провёл три сезона, по завершении которых вернулся в «ЛД Мапуто». В последние три года карьеры сменил четыре клуба, завершив карьеру в 2019 году в клубе, в котором начинал карьеру 17 лет назад.
За сборную дебютировал 16 августа 2003 года в матче полуфинала Кубка КОСАФА против сборной Замбии, выйдя в стартовом составе и забив гол. В составе сборной принял участие в КАН 2010. На турнире отыграл все три матча группового этапа, но «пламенным» не удалось выйти в плей-офф. Последний, 104-й матч за сборную провёл 29 апреля 2017 года в рамках отбора к ЧАН 2018 против сборной Мадагаскара, завершив свою 13-летнюю карьеру в сборной.

## Достижения
«КАПС Юнайтед»
- Чемпион Зимбабве: 2005

«Лига Мусульмана»
- Чемпион Мозамбика: 2013

«ТП Мазембе»
- Чемпион ДР Конго: 2013, 2014

«Майти Уондерерс»
- Чемпион Малави: 2017